# コールド・ブラッド
『コールド・ブラッド』（原題: COLD BLOODED）は、2012年のカナダの映画。

## あらすじ
ダイヤモンド窃盗犯のエディは意識不明の状態で閉鎖病棟に収容され、トロント警察のジェーンの監視下にあった。
意識を取り戻し、状況を把握した彼はジェーンを丸め込もうとしていた。同じころ、エディの共犯者たちはダイアモンドとエディを取り返しに閉鎖病棟へ向かっていた。

## キャスト
- エディ： ライアン・ロビンズ
- ジェーン： ゾーイー・パーマー
- ウィリアム・マクドナルド
- フセイン・マダヴィ
- トーマス・ミッチェル
- セルジオ・ディ・ジオ

## 受賞
ゾーイー・パーマーはベア・ボーン映画祭最優秀女優賞を受賞し、作品自体もファンタジア国際映画祭最優秀カナダ映画賞を受賞した。